# Biscutella calduchii
Biscutella calduchii är en korsblommig växtart som först beskrevs av Oriol de Bolòs och Masclans, och fick sitt nu gällande namn av Gonzalo Mateo och Manuel Benito Crespo. Biscutella calduchii ingår i släktet Biscutella och familjen korsblommiga växter. Inga underarter finns listade i Catalogue of Life.